# 大筛法
大篩法（large sieve）是解析數論上的一類方法。跟塞爾伯格篩法等只移除數個同餘類的小篩法不同的是，大篩法是一類可移除掉多達半數同餘類的篩法。這類篩法的概念為可移除任意多同餘類的更大篩法所推廣。

## 名字
這篩法的名字源自其原始應用：給定一個集合{\displaystyle S\subset \{1,\ldots ,N\}}，且規定其元素不能同時是對任意質數{\displaystyle p}取模的集合{\displaystyle A_{p}\subset \mathbb {Z} /\mathbb {Z} _{p}}的元素，那麼{\displaystyle S}可以有多大？在此，{\displaystyle A_{p}}被假定是一個很大，大到大約與{\displaystyle p}乘一個常數的集合；若不是此種情況，那就將相關的篩法給稱為「小篩法」。

## 歷史
大篩法的歷史可追溯至1941年尤里·林尼克對最小二次非剩餘的研究及雷尼·奥尔弗雷德以機率論方法對此進行的後續研究；然而直到大約二十年後，由於許多其他學者的貢獻，大篩法的形式才變得更加確定。大篩法的確定形式，是在1960年代早期，由克勞斯·羅特及恩里科·邦別里各自獨立發展出來的；而也是在這時，大篩法及二元性原理之間的連結逐漸變得明朗。在1960年代中期，大篩法的其中一個主要應用，是藉由估計狄利克雷特徵的平均值來證明邦别里-维诺格拉多夫定理；而之後在1960年代晚期及1970年代早期，帕特里克·X·加拉格尔簡化了該證明的許多元素跟估計。

## 發展
目前對大篩法的發展已相對充分，因此大篩法也適用於許多本來使用小篩法的情形上。
一個跟大篩法有關的問題，未必是該問題是否關乎上述的情境，而是該問題的證明是否用到了下述兩種傳統上用以得到大篩法結果的方法的任何一種：

### 普朗歇尔不等式的估計
假若集合{\displaystyle S}對質數{\displaystyle p}取模的結果有不良分布（也就是說，不包含在同餘類{\displaystyle A_{p}}當中），那麼{\displaystyle S}對質數{\displaystyle p}取模後的集合的特徵方程{\displaystyle f_{p}}的傅立葉係數{\displaystyle {\widehat {f_{p}}}(a)}平均而言會很大。這些係數可提至對{\displaystyle S}的特徵方程{\displaystyle f}的傅立葉變換{\displaystyle {\widehat {f}}}的取值{\displaystyle {\widehat {f}}(a/p)}（也就是{\displaystyle {\widehat {f}}(a/p)={\widehat {f_{p}}}(a)}）
藉由有界微分，可知平均來說，對所有靠近有理數{\displaystyle a/p}的數而言，{\displaystyle {\widehat {f}}(x)}必然會很大。這裡所謂的「很大」指的是「有一個相對較大的常數乘上{\displaystyle \left|S\right|}」。
由於{\displaystyle |f|_{2}={\sqrt {|S|}},}之故，因此除非{\displaystyle \left|S\right|}很小，不然我們可得到一個與普朗歇尔不等式（Plancherel inequality）相矛盾的結果：
{\displaystyle |{\widehat {f}}|_{2}=|f|_{2}}
在實務上，為了得到最佳化的上下界，人們常將普朗歇尔不等式（Plancherel inequality）給改成一個等式，而非上述的有界形式。

### 二元性原理（Duality principle）
人們也可透過以下泛函分析的基本事實證明大篩法的強結果：
對一個線性算子而言，其範數會與其伴隨的範數相等。像例如{\displaystyle \sup _{v}|Av|_{W}/|v|_{V},\,}（此處A是一個將線性空間{\displaystyle V}映至線性空間{\displaystyle W}的算子）會等於{\displaystyle \sup _{w}|A^{*}w|_{V}^{*}/|w|_{W}^{*}}。
而在一些數學文獻中，該原理本身就被稱為「大篩法」。
此外也可使用塞爾伯格式的強級數，來得到大篩法。詳情可見塞爾伯格《合集》第二卷（Collected Works vol II）中的「篩法講義」（Lectures on sieves）一節。

## 註解
1. ↑  Gallagher, Patrick. . Acta Arithmetica. 1971, 18: 77–81.
2. ↑  Tenenbaum, Gérald. . Graduate Studies in Mathematics 163. American Mathematical Society. 2015: 102–104. ISBN 9780821898543.
3. ↑  x

- Hazewinkel, Michiel (编), , , Springer, 2001, ISBN 978-1-55608-010-4
- Cojocaru, Alina Carmen; Murty, M. Ram. . London Mathematical Society Student Texts 66. Cambridge University Press. : 135–155. ISBN 0-521-61275-6. Zbl 1121.11063.
- Davenport, Harold. . Graduate Texts in Mathematics 74. Revised and with a preface by Hugh L. Montgomery 3rd. Springer-Verlag. 2000. ISBN 0-387-95097-4. Zbl 1002.11001.
- Friedlander, John; Iwaniec, Henryk. . AMS Colloquium Publications. 2010. ISBN 978-0-8218-4970-5. Zbl 1226.11099.
- Hooley, Christopher. . Cambridge University Press. 1976: 17–20. ISBN 0-521-20915-3.
- Kowalski, Emmanuel. . Cambridge Tracts in Mathematics. Cambridge University Press. 2008. ISBN 978-0-521-88851-6.
- Tenenbaum, Gérald. . Cambridge studies in advanced mathematics 46. Cambridge University Press. 1995: 62–73. ISBN 0-521-41261-7.